# 三浦盛時
三浦 盛時（みうら もりとき）は、鎌倉時代中期の武将。鎌倉幕府御家人。三浦氏佐原流の出身で、義連の孫。相模三浦氏の祖。

## 生涯
佐原義連の孫である。嘉禄3年（1227年）7月、浄土宗多念義派(長楽寺義)の祖隆寛律師（法然の弟子）が奥州に流罪することが決定した際（嘉禄の法難・『円光大師行状絵図翼賛』）、奥州に所領を持つ佐原盛時の預かりとなっている事実から、盛時が宝治の乱以前、すでに会津郡耶麻郡加納庄を領していたことになる。これが史料上の初見となる。仁治2年（1241年）、頼経が明王院北斗堂の供養のために行列を組んだ時は御家人役の一人に名が見える。宝治元年（1247年）、宝治合戦後の京都大番役の再編の際には三浦介として御家人役を分担し、建長4年（1252年）に宗尊親王が鶴岡八幡宮に参詣した際には後陣の随兵として名が見える。
母の矢部禅尼は最初北条泰時に嫁いでいたが、離縁して佐原盛連に再縁したという経緯を持つ。泰時との間に北条時氏、盛連との間に盛時ら兄弟を儲けており、盛時は時氏と異父兄弟の関係にあった。それゆえ得宗との血縁的な結びつきが強かった。
そのためか、宝治合戦では嫡流の泰村らとは袂を分かち、兄弟たちと共に甥の北条時頼に与した。合戦に先んじて、時頼は盛時を陸奥国糠部五戸郡の地頭代に任命しており、既に盛時は時頼に懐柔されて得宗被官になっていたという。
宝治合戦の直前、津軽の海辺に「人間の死骸のような」魚が漂着するという事件があった。盛時はこの顛末を時頼に報告し、更に、奥州合戦の直前にも酷似した現象があったことから、合戦の予兆であるとも指摘した。この話は『吾妻鏡』に収録されており、盛時が宗家の泰村の「征伐」を時頼に教唆したことを示すものではないかとも解釈されている。
合戦当日、盛時の兄弟は時頼の与党と共に時頼の館に結集したが、盛時自身は何らかの事情があって参戦に遅刻したらしい。遅れた盛時は屋敷の塀を乗り越えて時頼の館に到着し、この行動に感嘆した時頼から盛時は鎧を賜った。
宝治合戦で三浦一族が滅びると、三浦介に任命され、三浦宗家の家督を継承した（相模三浦氏）。佐原氏嫡流は兄の光盛が継承している。盛時は三浦介、三浦家棟梁としての扱いを受ける一方で、将軍の鶴岡八幡宮参詣や放生会などでは随兵の役目しか回されず、宝治合戦で滅びる前、三浦氏がまだ隆盛していた頃の厚遇を受けることはなかった。三浦介となり、三浦宗家を継承したが、待遇そのものはあくまで佐原氏時代のものが踏襲されたという。
弘長3年（1263年）に時頼が没すると、兄弟の光盛・時連と揃って出家し、浄蓮と号した。